# Bahnradsport-Weltmeisterschaften 1970
Die Bahnradsport-Weltmeisterschaften 1970 fanden vom 6. bis 12. August 1970 auf der Radrennbahn des „Saffron Lane Sports Centre“ in Leicester statt.
Diese Bahn-Weltmeisterschaften waren die dritten, die in Großbritannien ausgetragen wurde, nach 1897 in Glasgow und 1904 in Liverpool. Die Weltmeisterschaften wurden am 6. August von Premierminister Edward Heath feierlich eröffnet. In seiner Rede erinnerte er daran, dass es 1869 in Saint-Cloud bei Paris ein Brite, James Moore, gewesen sei, der das erste Radrennen der Welt gewonnen habe. Am vierten Tag der WM, einem Sonntag, besuchte der britische Prinzgemahl Prinz Philipp die Wettbewerbe.

## Resultate

### Frauen
| Disziplin                | Platz | Land                   | Athlet             |
| ------------------------ | ----- | ---------------------- | ------------------ |
| Sprint                   | 1     | Sowjetunion            | Galina Zarjowa     |
|                          | 2     | Sowjetunion            | Galina Ermolaeva   |
|                          | 3     | Sowjetunion            | Walentina Sawina   |
| Einerverfolgung (3000 m) | 1     | Sowjetunion            | Tamara Garkuchina  |
|                          | 2     | Sowjetunion            | Raissa Obodowskaja |
|                          | 3     | Vereinigtes Königreich | Beryl Burton       |

### Männer (Profis)
| Disziplin                | Platz | Land                   | Athlet                           |
| ------------------------ | ----- | ---------------------- | -------------------------------- |
| Sprint                   | 1     | Australien             | Gordon Johnson                   |
|                          | 2     | Italien                | Sante Gaiardoni                  |
|                          | 3     | Niederlande            | Leijn Loevesijn                  |
| Einerverfolgung (5000 m) | 1     | Vereinigtes Konigreich | Hugh Porter                      |
|                          | 2     | Italien                | Lorenzo Bosisio                  |
|                          | 3     | Frankreich             | Charly Grosskost                 |
| Steherrennen (100 km)    | 1     | Deutschland            | Ehrenfried Rudolph/Bruno Walrave |
|                          | 2     | Belgien                | Theo Verschueren                 |
|                          | 3     | Niederlande            | Piet de Wit                      |

### Männer (Amateure)
| Disziplin                      | Platz | Land                            | Athlet                                                             |
| ------------------------------ | ----- | ------------------------------- | ------------------------------------------------------------------ |
| Sprint                         | 1     | Frankreich                      | Daniel Morelon                                                     |
|                                | 2     | Dänemark                        | Peder Pedersen                                                     |
|                                | 3     | Frankreich                      | Gérard Quintyn                                                     |
| Tandem                         | 1     | Deutschland                     | Jürgen Barth, Rainer Müller                                        |
|                                | 2     | Deutsche Demokratische Republik | Jürgen Geschke, Werner Otto                                        |
|                                | 3     | Frankreich                      | Gérard Quintyn, Daniel Morelon                                     |
| Zeitfahren                     | 1     | Dänemark                        | Niels Fredborg                                                     |
| (1000 Meter)                   | 2     | Neuseeland                      | Harry Kent                                                         |
|                                | 3     | Tschechien                      | Anton Tkáč                                                         |
| Einerverfolgung                | 1     | Schweiz                         | Xaver Kurmann                                                      |
| (4000 m)                       | 2     | Vereinigtes Königreich          | Ian Hallam                                                         |
|                                | 3     | Sowjetunion                     | Wiktar Bykau                                                       |
| Mannschaftsverfolgung (4000 m) | 1     | Deutschland                     | Günter Haritz/Udo Hempel/ Peter Vonhof/Ernst Claußmeyer            |
|                                | 2     | Deutsche Demokratische Republik | Thomas Huschke/Heinz Richter/ Herbert Richter/Manfred Ulbricht     |
|                                | 3     | Sowjetunion                     | Stanislaw Moskwin/Wladimir Kusnezow/ Wiktar Bykau/Wladimir Semenez |
| Steherrennen                   | 1     | Niederlande                     | Cees Stam/Joop Stakenburg                                          |
| (1 Stunde)                     | 2     | Deutschland                     | Horst Gnas                                                         |
|                                | 3     | Spanien                         | Antonio Cerdà Tarongí                                              |